# Seldom-Little Seldom
Seldom-Little Seldom is een buurt en voormalige gemeente op Fogo Island in de Canadese provincie Newfoundland en Labrador. In 2011 werd de gemeente opgeheven en toegevoegd aan de nieuw opgerichte gemeente Fogo Island.

## Geschiedenis
In 1972 riep de provincieoverheid het rural district Seldom-Little Seldom in het leven. De twee in het zuiden van Fogo Island gelegen dorpen Seldom en Little Seldom werden zo verenigd onder één gemeentebestuur. Op basis van de Municipalities Act van 1980 werd het rural district als bestuursvorm afgeschaft en kreeg de gemeente automatisch de status van town.
In 2011 werden alle vier de gemeenten op Fogo Island opgeheven en tezamen met het overige gemeentevrij gebied samengevoegd tot een nieuwe gemeente genaamd Fogo Island.
Sinds de gemeentelijke herindeling leeft de naam Seldom-Little Seldom nog officieel verder als zijnde een neighbourhood (buurt) en wordt het bij de census gerekend als een locality (plaats).

## Demografie
Demografisch gezien kent de buurt, net zoals de meeste afgelegen plaatsen op Newfoundland, al decennia een dalende trend. Tussen 1986 en 2016 daalde de bevolkingsomvang van 633 naar 386, wat neerkomt op een daling van 247 inwoners (-39,0%) in dertig jaar tijd.
| Demografische ontwikkeling van Seldom-Little Seldom tussen 1976 en 2016 |
| ----------------------------------------------------------------------- |
|                                                                         |
| Bron: Statistics Canada (1976–1986, 1991–1996, 2001–2006, 2011–2016)    |

Ondanks de opheffing van de gemeente worden er bij de vijfjaarlijkse census nog gegevens van de locality Seldom-Little Seldom bijgehouden als detail bij de gegevens van Fogo Island.